# 38e régiment d'aviation de chasse de la Garde
Pour les articles homonymes, voir 38e régiment.
Le 38e régiment d'aviation de chasse de la Garde (en russe : 38-й гвардейский истребительный авиационный полк) de son nom complet le 38e régiment d'aviation de chasse de défense aérienne de la Garde (en russe : 38-й гвардейский истребительный авиационный полк ПВО, abrégé en russe : 38-й гв. иап ПВО) est un régiment de lutte AA des forces de défense antiaérienne soviétiques (n° d'unité 55719).

## Noms successifs
- 629e régiment d'aviation de chasse de défense aérienne (1941-1943) ;
- 38e régiment d'aviation de chasse de la Garde ;
- 38e régiment d'aviation de chasse de défense aérienne de la Garde ;
- Unité militaire (franchise militaire) 55719.

## Historique
Le 38e régiment est formé le 31 mars 1943 lors du renommage du 629e régiment d'aviation de chasse de défense aérienne de la Garde « pour l'exécution exemplaire des missions de combat et le courage et l'héroïsme démontrés en même temps, sur la base de la résolution du Conseil des commissaires du peuple de l'URSS ».
En mars 1943, après la fin de la bataille de Stalingrad, le régiment reçoit le titre honorifique « de la Garde ». Au cours des années de la Seconde Guerre mondiale (dans l'armée active du 31 mars 1943 au 9 mai 1945), le personnel de l'unité a effectué plus de 5 000 missions, plus de 200 combats aériens, déployé 111 avions de reconnaissance et d'attaque, détruit 123 avions, 18 chars, 23 véhicules transportant du fret et du personnel ennemi.
De 1946 à 1960, l'unité militaire est basée à Rostov-sur-le-Don.
En raison d'une réduction significative des forces armées, le 38e régiment est réorganisé sous le nom de 377e régiment de missiles antiaériens de la Garde (ru) le 10 août 1960,,. Sa garnison est déplacée à Polotsk, en Biélorussie.

## Commandants
- Major de la Garde Vladimir Grigorievitch Kamenshchikov (mort au combat)[6]: février 1943 - 22 mai 1943
- Capitaine de Garde Leonid Dmitrievitch Pavlov[6]: 20 juin 1943 - 12 octobre 1943
- Major de la Garde Nikolaï Ivanovitch Chalimov[6]: 12 octobre 1943 - 20 août 1944
- Major de la garde Konstantine Nikolaïevitch Bolotsky[6]: 20 août 1944 - 31 décembre 1945

## Opérations et batailles du front de l'Est
- Organisation de la défense antiaérienne du pays
- Défense antiaérienne des convois maritimes et construction d'un pont dans le détroit de Kertch lors de la préparation de l'offensive de Crimée
- Défense antiaérienne de la ville d'Odessa
- Défense aérienne des troupes des 2e et 3e fronts ukrainiens
- Occupation de la Roumanie

## Statistiques
Statistiques du régiment pendant la guerre:
| Missions de combat effectuées | Batailles aériennes menées | Avions abattus en vol |
| ----------------------------- | -------------------------- | --------------------- |
| 4 754                         | 196                        | 116                   |

Pertes du régiment pendant la guerre:
| Avions perdus | Pilotes tués |
| ------------- | ------------ |
| 36            | 14           |

## Équipements
| Période     | Aéronefs       |
| ----------- | -------------- |
| 1941 - 1942 | I-16           |
| 1941 - 1942 | I-15bis        |
| 1943 - 1944 | Yak-1          |
| 1944 - 1944 | P-40 Kittyhawk |
| 1944 - 1945 | Ouragan Hawker |
| 1944 - 1951 | La-5           |
| 1951 - 1955 | MiG-15         |
| 1955 - 1960 | MiG-17         |